# Mesosemia cymotaxis
Mesosemia cymotaxis är en fjärilsart som beskrevs av Hans Ferdinand Emil Julius Stichel 1917. Mesosemia cymotaxis ingår i släktet Mesosemia och familjen Riodinidae. Inga underarter finns listade i Catalogue of Life.